# Pete Rock & CL Smooth

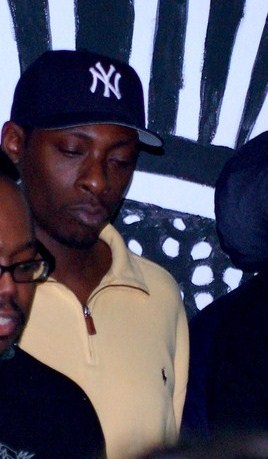
Pete Rock (en la Fundación J Dilla @ Sputnik, NYC)

Pete Rock & C.L. Smooth es un dúo de hip hop y house de Mount Vernon, Nueva York. Debutaron con el EP de 1991 EP All Souled Out al que siguió el LP de 1992 Mecca and the Soul Brother. 
Como productor, DJ Pete Rock (Peter Phillips) tiede a preferir soul oscuro y jazz como fuente de sus samples, haciendo uso frecuentemente de fraseos de viento. El vocalista principal CL Smooth (Corey Penn) solía ser filosófico en sus raps, y solía evitar la blasfemia. Su hit más significativo es "They Reminisce Over You (T.R.O.Y.)", una elegía por un amigo caído llamado Troy "Trouble T-Roy" Dixon y miembro de Heavy D & The Boyz, quien murió en 1990. 
El disco de 1994 The Main Ingredient fue la continuación, apareciendo además como invitados numerosas veces en remixes, bandas sonoras y otros trabajos. Colaboraron con grupos como Public Enemy, EPMD, Heavy D y Johnny Gill, y cuentan también con el reconocimiento por haber producido (y actuado) en el sencillo de regreso de Run-DMC en 1993, 'Down with the King'. A pesar de todo ello, el dúo no logró alcanzar el oro en ninguno de sus discos.
Se separaron en 1995, reuniéndose coyunturalmente para diferentes cortes en producciones en solitario de Pete Rock como Soul Survivor (1998), PeteStrumentals (2001) y Soul Survivor II (2004). También llevarían a cabo un breve encuentro durante un tour preparatorio de su nuevo álbum. A pesar de estas colaboraciones intermitentes, la pareja ha intercambiado comentarios desdeñosos sobre el otro en diferentes entrevistas, dejando claro que no tienen planes para una nueva unión completa.

## Discografía

### Álbumes
| Información del álbum |
| --- |
| All Souled Out - Publicado: 25 de junio de 1991 - Posición en Billboard 200: - - Posición en R&B/Hip-Hop chart: #53 - Sencillo(s): "Mecca & the Soul Brother", "The Creator", "Good Life"/"Good Life (Group Home Mix)"     |
| Mecca and the Soul Brother - Publicado: 9 de junio de 1992 - Posición en Billboard 200: #43 - Posición en R&B/Hip-Hop chart: #7 - Sencillo(s): "They Reminisce Over You (T.R.O.Y.)", "Straighten It Out", "Lots of Lovin'" |
| The Main Ingredient - Publicado: 8 de noviembre de 1994 - Posición en Billboard 200: #51 - Posición en R&B/Hip-Hop chart: #9 - Sencillo(s): "Take You There"/"Get on the Mic", "I Got a Love"/"The Main Ingredient"        |

### Compilations
| Album information |
| --- |
| Good Life: The Best of Pete Rock & CL Smooth - Publicado: 10 de junio de 2003 - Posición en Billboard 200: - - Posición en R&B/Hip-Hop chart: - Sencillo(s):N/A |

### Sencillos
- "The Creator (Remix)" (1991)
- "They Reminisce Over You (T.R.O.Y.)" (1992)
- "Straighten It Out" (1992)
- "Lots of Lovin'" (1993)
- "One In a Million" (1993)
- "Take You There" (1994)
- "I Got a Love" (1995)
- "Searching" (1995)
- "Back On The Block" (2001)
- "Shine On Me"/"Climax" (2003)
- "It's a Love Thing"/"Appreciate" (2004)